# Албертина фон Бранденбург-Швет
София Фридерика Албертина фон Бранденбург-Швет (на немски: Sophie Friederike Albertine von Brandenburg-Schwedt; * 21 април 1712 в Берлин; † 7 септември 1750 в Бернбург) от династията Хоенцолерн е маркграфиня от Бранденбург-Швет и чрез женитба княгиня на Анхалт-Бернбург.

Тя е третата дъщеря на маркграф Албрехт Фридрих фон Бранденбург-Швет (1672 – 1731) и съпругата му принцеса Мария Доротея от Курландия (1684 – 1743), дъщеря на херцог Фридрих II Казимир Кетлер и на графиня София Амалия фон Насау-Зиген.

## Фамилия
Албертина се омъжва на 22 май 1733 г. в Потсдам за княз Виктор II Фридрих фон Анхалт-Бернбург (1700 – 1765), син на княз Карл Фридрих фон Анхалт-Бернбург. Тя е втората му съпруга. Те имат децата: 
- Фридрих Албрехт (1735 – 1796), княз на Анхалт-Бернбург

∞ 1763 принцеса Луиза фон Шлезвиг-Холщайн-Зондербург-Пльон (1748 – 1769)
- Шарлота Вилхелмина (1737 – 1777)

∞ 1760 княз Христиан Гюнтер III фон Шварцбург-Зондерсхаузен (1736 – 1794)
- Мария Каролина (*/† 1739)
- Фридерика Августа София (1744 – 1827)

∞ 1764 княз Фридрих Август фон Анхалт-Цербст (1734 – 1793)
- Христина Елизабет Албертина (1746 – 1823)

∞ 1762 княз Август II фон Шварцбург-Зондерсхаузен (1738 – 1806)
Два месеца след нейната смърт Виктор II Фридрих фон Анхалт-Бернбург се жени трети път на 13 ноември 1750 г. (морганатичен брак) за Констанца Шмидт.